# 埃琳·派齐
埃琳·帕特里亚·玛格丽特·派齐，CBE（英語：Erin Patria Margaret Pizzey，1939年2月19日—），生于中華民國青島市，英国女作家，家庭暴力避难所的首创者。

## 生平

### 早年生涯
1939年，派齐在中華民國青島市出生，原名埃琳·卡尼（Erin Carney），她还有个双胞胎姐妹罗莎琳（Rosaleen）。她们的父亲是位外交官，是一个贫穷的爱尔兰家庭里的17个孩子之一。1942年，她全家迁居中国上海。不久，他们被侵华日军抓获，并用来交换日本战俘。她是作家丹尼尔·卡尼（Daniel Carney）的妹妹。
派齐起初投身英国妇女解放运动（British Women's Liberation Movement），但随后远离了投身该运动的其他人，当时她目睹了“肆无忌惮和无礼的行为”，她认为这对不起全英国绝望的妇女给该运动的捐款:39。据派齐的说法，她碰到的此类行为包括声称电话被窃听:45，并将她们不喜欢的人称为军情五处、警方和中央情报局的情报员或特务:39。她还偶然听到了她们讨论用炸弹炸毁伦敦商店Biba的计划，在警告有关人员之后，她向警方报案。随后，派齐意识到警方已对她们（戈德霍克路集团）及办公室进行了监视:43。派齐说，她和她的戈德霍克路集团（以埃琳所住的道路名命名）成员被视为麻烦，因为她们不接受他人的行为和观点。派齐被告知她将受到密切注意:34。

### 家暴避难所
派齐于1971年在英国伦敦奇西克的Belmont Terrace设立了一个妇女避难所，为受虐待的妇女及其子女“提供茶、同情和安全的住处”。后来她不顾当局的反对，又开了多个收容所。她通过占屋建立避难所，她的名声由此“臭名昭著”，最著名的是1975年强占伦敦里士满的棕榈阁酒店（Palm Court Hotel）。位于奇西克的那个最早的避难所后来被改为慈善机构“避难所”（Refuge）。
派齐的作品在当时获得广泛赞誉。1975年，议员杰克·阿什利（MP Jack Ashley）在英国下议院说：“派齐夫人的工作是第一阶段的开创性工作。是她首先确定了这个问题，是她首先认识到了这个问题的严重性，是她首先通过建立奇西克救助中心做了一些实际的工作，由于这宏伟的开创性工作，全国现在已经认识到了这个问题的意义。”即使被地方当局起诉（西蒙斯诉派齐），并向上议院提出上诉，派齐也依旧因她所做的工作而被认可。黑尔什姆勋爵（Lord Hailsham）说：“这位上诉人和她代理的注册慈善机构正在提供一项服务……实际上在我们被大肆吹嘘的公共福利制度下没有任何一家其他机构提供这种服务……当人们来到她的门前……在绝望的困境中，在不论任何时间……上诉人不但不会把他们赶走，而且接受他们并给他们庇护……当她这样做时，她会面临什么？她会发现自己坐在地方当局提起的刑事诉讼的被告席上……”
派齐在她给《每日邮报》写的文章中说，好战的女权主义者与工党的妇女领袖勾结，想将她的事业劫持到摧毁家庭生活的道路上。派齐评论新兴的女权主义当权派称，“我从来没有看到‘妇女援助’（Women's Aid）是个敌视男人的运动，但迅速组建的全国联合会很清楚地声称男人是敌人。”在她发表文章抗议被“劫持”之后，要求为家庭暴力的女性幸存者提供服务的呼声随即响起，并且很快就为此提供了公共资金:106。派齐不禁感叹她开创的运动已经从“个人的到政治的”（personal to the political）。

### 家暴研究
派齐在建立了她的第一个避难所之后，不久便通过研究得出结论称，家庭暴力很多是相互的，双方虐待对方的情况大致相等:82。她是在向避难所的妇女询问她们的暴力情况后得出了这个结论，她发现来避难所的大多数妇女与丈夫同样暴力，甚至比丈夫更暴力。经过与沃灵厄姆医院的约翰·盖福德合作研究，派齐在“真正受虐待的妇女”和“有暴力倾向的妇女”之间进行了区分（该分类也同样适用于男性），前者被定义为“他或她的伴侣的暴力的不情愿和无辜的受害者”，后者被定义为“他或她自己的暴力的不情愿的受害者”。这项研究报告说，62％的样本人群可以更准确地描述为“有暴力倾向”。随后的研究通过调查已经证实了类似的家庭暴力相互性。
1982年，派齐在她的书《倾向暴力》（Prone to Violence）里表示担心，人际关系和家庭暴力的原因很少受到重视，并指出“令人惊奇的是，似乎没人真正想找出为什么暴力的人用这种方式对待彼此”。她也对政府官员的下述观点表示担忧，即从社会主义或共产主义国家可以找到解决家庭虐待和暴力问题的办法。派齐指出，婚姻暴力是俄罗斯的大问题，而中国在这个问题上是通过宣布妻子殴打丈夫可以判处死刑来解决的（她这种说法有误，这是清朝的法律，近代中国早已废除）。这本书研究了习得行为是怎样发生的，本书认为这通常从儿童时期开始发生，与激素反应有关。派齐描述了类似成瘾的行为。她推测，与普遍的儿童创伤相关的高激素水平和神经化学物质导致成年人无视身体的、情感的、法律的和财务的成本而频繁陷入与亲密伴侣的暴力争吵中，在不经意的尝试中模拟创伤性童年经历的情绪影响，体现了与快乐有关的习得性生化状态。这本书包含了无数个动荡不安的家庭的故事，同时讨论了现代国家护理机构在很大程度上无效的原因。女权主义者对此书恨之入骨。派齐报道说，她自己和合著者杰夫·夏皮罗（Jeff Shapiro）在本书促销活动中需要警方保护。

### 迁居海外
1981年，派齐迁居美国新墨西哥州圣菲，目的是躲开女权主义者的骚扰、死亡威胁、炸弹威胁和诽谤运动，缓解过度劳累、几近崩溃、心脏病和精神紧张:275。派齐自称尤其是因为慈善机构“苏格兰妇女援助”（Scottish Women's Aid）“将其事业定为发放传单宣称（派齐）相信妇女‘请求暴力’并‘挑起男性暴力’。”派齐指出，转折点是拆弹队的介入，他们要求所有寄给派齐这位“有争议的公众人物”的邮件在派齐接收之前由他们处理:282。
迁居圣菲以便写作后，派齐迅速参与了在新墨西哥州的一个避难所的运营，以及处理性虐待者和恋童癖者。派齐说，“我发现女人的恋童癖和男人一样多，女人像往常一样没有被察觉，反恋童癖者的工作非常危险。”在圣菲，她的一条狗被枪杀，另外两条狗被偷走，她声称是种族主义邻居干的。她的家人在1982年《倾向暴力》一书后遭受了新的骚扰。派齐将大部分骚扰与激进女权主义者联系起来，她们反对她的研究、调查结果和工作。《独立报》的黛博拉·罗斯（Deborah Ross）在描述这些骚扰的时候写道：“女权主义者成了疯子”。
在圣菲遭受虐待和威胁之后，她迁居开曼群岛的开曼布拉克岛，她和丈夫杰夫·夏皮罗（Jeff Shapiro）一起写作。随后，她转移到意大利锡耶纳，继续进行她的写作和宣传工作。1990年代后期，她回到伦敦，因债务而无家可归，健康状况日益恶化。但她的见解仍然吸引着政治家和家庭压力团体。

### 晚年活动
派齐仍在积极努力帮助家庭暴力受害者。自2004年以来，她一直是慈善组织“人类倡议”（Mankind Initiative）的赞助人，当时她获得了罗杰·维库姆奖（Roger Witcomb Award）。2007年1月至2011年12月，她在《每日邮报》发表文章。2007年3月，她作为嘉宾出席了在巴林开设第一个阿拉伯家庭暴力受害者避难所仪式。
派齐在2009年说，她“从未成为女权主义者，因为经历了我母亲的暴力，我一直都知道，女人可以像男人一样恶毒和不负责任”。
2013年，她加入男性权利组织“男性之声”的编辑和咨询委员会，担任编辑和家暴政策顾问。2013年1至8月，为该组织的网站撰写13篇文章。2014年仅在7月14日发表1篇文章。2015年上半年没有发表文章。她在2013年4月的两篇文章涉及了她在Reddit社区“IamA”上的两次采访，在采访中宣传了她的Facebook页面以及她在BlogTalkRadio上的“AVFM Online Radio”播客。她在/r/MensRights上提前一个星期就宣布了她的第一次采访。
2014年11月，派齐成为AVFM WhiteRibbon.org网站的所有者/营运者，这被最初的白丝带运动批评为“一个讽刺的运动，表达了……陈旧的观点和对基于性别的暴力视而不见。”
2009年，派齐就安德鲁·玛尔（Andrew Marr）的《A History of Modern Britain》（现代英国历史）一书的内容控告麦克米伦出版社诽谤并胜诉。该书错误地称她曾经是1970年代激进组织“愤怒旅”的成员。出版社回收并销毁了这本书的违规版本，并重新发布新版本，在其中删除了这处错误。有关她与愤怒旅有联系的错误说法是在2001年才出现的，在她接受《卫报》采访时，文章误称她在威胁要将“愤怒旅”炸毁服装店Biba的计划通知警方后，她被女权运动“抛弃”了，而当时她说的是“我说如果你们继续这样做——他们正在讨论炸毁Biba（肯辛顿极其著名的百货公司）——我就打电话给警察，因为我真的不相信这个。”

## 家庭
派齐于1959年与杰克·派齐（Jack Pizzey）结婚。杰克·派齐是她在香港初次见面的海军中尉。他们育有一子一女。1976年两人离婚。1994年，派齐与她的第二任丈夫杰夫·斯科特·夏皮罗（Jeff Scott Shapiro）离婚。派齐住在伦敦南部。2000年被诊断患有癌症。
2000年，派齐的外孙凯塔·克雷格（Keita Craig）因患精神分裂症，在监狱牢房里上吊自杀身亡。派齐和她的家人反对死因裁判官的上吊致死裁定。2001年第二次调查中的陪审团一致认为，凯塔的死亡是由于监狱工作人员的忽视而造成的，这是在自杀案中第一次作出“忽视”裁定。

## 著作

### 非小说类作品
- Pizzey, Erin. . Harmondsworth Baltimore: Penguin. 1974. ISBN 9780140523119. Details.
- Pizzey, Erin. . London: Macdonald & Co. 1981. ISBN 9780354047241. Details.
- Pizzey, Erin; Shapiro, Jeff. . Feltham, Middlesex, England: Hamlyn. 1982. ISBN 9780600205517. Details.
- Pizzey, Erin. . Feltham, Middlesex, England: Hamlyn. 1983. ISBN 9780600206866. Details.
- Pizzey, Erin. . Siena: Erin Pizzey. 1995. ISBN 9788890009600. Details.
- Pizzey, Erin. . Ottawa: Commoners' Pub. 1998. ISBN 9780889701038. Details.
- Pizzey, Erin. . Twickenham: Little Hermit. 2005. ISBN 9780954000219. Details.
- Pizzey, Erin. . London Chicago: Peter Owen. 2011. ISBN 9780720613605. Details.

### 小说类作品
- The Watershed
- In the Shadow of the Castle
- The Pleasure Palace (in manuscript)
- First Lady
- The Consul General's Daughter
- The Snow Leopard of Shanghai
- Other Lovers
- Swimming with Dolphins
- For the Love of a Stranger
- Kisses 1995
- The Wicked World of Women
- The Fame Game (work in progress)
- The Lifestyle of an International Best selling Author